# Ente di Sviluppo Agricolo
L'Ente di Sviluppo Agricolo, in acronimo ESA, è un ente di diritto pubblico della Sicilia che ha lo scopo di agevolare lo sviluppo dell'agricoltura nel territorio della Regione Siciliana, di ridurre gli squilibri sociali e zonali promuovendo, l'aumento della produttività, del reddito di lavoro agricolo, l'ammodernamento delle strutture e delle infrastrutture nell'ottica dello sviluppo anche del settore agricolo privato e individuale.

## Storia
L'ESA venne istituito con legge regionale 10 agosto 1965, n. 21 e prese il posto, le attribuzioni e i compiti del precedente ERAS (Ente per la Riforma Agraria in Sicilia) con le funzioni e i compiti previsti dal DPR 26 giugno 1962, n. 968 e dalle altre norme relative agli enti di sviluppo. Il suo statuto venne approvato dalla presidenza della regione e pubblicato con il DPR 21 gennaio 1966 n. 108-A.

## Struttura
Gli organi dell'ESA sono:
- il consiglio di amministrazione,
- il Presidente,
- il Comitato esecutivo,
- il Collegio sindacale.

L'ente ha i propri uffici in ciascuna delle sedi delle città metropolitane e dei liberi consorzi comunali della Sicilia.

### Riferimenti normativi
- Legge 30 aprile 1976, n. 386 - Norme di principio, norme particolari e finanziarie concernenti gli enti di sviluppo.